# Lera Boroditsky
Lera Boroditsky (Bielorussia, 1976) è una psicologa bielorussa di ascendenza ebraica.
Fra le personalità più importanti nel campo della teoria della relatività linguistica, è membro emerito dell'American Psychological Association ed è stata una delle persone beneficiarie del Searle Scholars Program, un programma di crescita professionale per giovani ricercatori e ricercatrici statunitensi del settore biomedicale, finanziato dal Chicago Community Trust. Dopo aver insegnato al MIT e all'Università di Stanford, fu nominata professoressa associata di Scienze Cognitive all'UCSD e direttrice della rivista Frontiers in Cultural Psychology.

## Biografia
Nata in Bielorussia in una famiglia di origine ebraica, all'età di 12 anni emigrò negli Stati Uniti, dove imparò a parlare l'inglese come sua quarta lingua. Da adolescente iniziò a riflettere in merito al grado in cui le differenze linguistiche potevano modellare un argomento e spingere fino all'esagerazione le differenze esistenti fra gli individui. Nel 1996 conseguì il Bachelor of Arts in scienze cognitive presso la Northwestern University. Dopo essersi specializzata alla Stanford University, conseguì il dottorato in psicologia cognitiva nel 2001 con la supervisione di Gordon Bower.
Iniziò la sua carriera accademica come assistente universitaria della cattedra di scienze cognitive presso il MIT, ottenendo una docenza Stanford nel 2004 in qualità di assistente professore di psicologia, filosofia e linguistica. Gordon Bower, il relatore della sua tesi di dottorato, dichiarò: «È estremamente raro per noi assumere i nostri studenti laureati...[Devono avere] un alto QI e una straordinaria capacità di analisi penetrante». Successivamente, fu nominata professoressa associata di scienze cognitive presso l'Università della California a San Diego (UCSD) e direttrice della rivista Frontiers in Cultural Psychology.
Le sue ricerche si focalizzano nell'ambito del linguaggio e della cognizione e delle loro interazioni reciproche con la percezione sensoriale, mediante un approccio interdisciplinare che integra metodi e conoscenza di linguistica, psicologia, neuroscienze e antropologia. Le sue pubblicazioni tendono a documentare il fatto che le differenze sintattico-lessicali esistenti fra le lingue modellano il modo di pensare degli individui e la loro percezione sensibile, con l'intento di confutare la tesi seconda la quale la cognizione umana sarebbe in larga misura universale e indipendente dal linguaggio e dalla cultura. Per le sue ricerche, ha ottenuto il premio alla carriera da parte della National Science Foundation, il premio Marr della Cognitive Science Society e il premio intitolato in onore di James Smith McDonnell.
Le sue conferenze rivolte al pubblico non specialistico hanno ricevuto una certa attenzione da parte dei notiziari e dei media, presso i quali Boroditsky ha descritto le differenze interlinguistiche in termini grammaticali, fonetici, lessicali, vocaboli o di schematizzazione mentale dei concetti, tentando di comprendere e spiegare il modo nel quale le lingue parlate modellino anche il nostro modo di pensare. In tale ambito delle scienze cognitive, John Hovland scoperse per primo che alcune lingue identificano la posizione mediante le direzioni cardinali (nord, sud, est e ovest), per i quali è necessario mantenere l'orientamento, anziché tramite vocaboli che si pongono in relazione con il corpo, come accade nella lingua inglese. Egli dimostrò che nel genere umano esisteva una funzione di orientamento spontaneo, che per lungo tempo fu considerata una caratteristica propria esclusivamente dei volatili e di poche altre specie animali.

## Ricerca
Alcuni studi compararono due popolazioni di madrelingua diversa, constatando ad esempio che individui di madrelingua inglese e russa hanno un modo diverso di distinguere tazze e bicchieri: mentre i russi si basano sulla forma, gli inglesi prediligono il materiale. Un'altra ricerca evidenziò la differente organizzazione spazio-temporale fra una popolazione di lingua inglese e una che parlava cinese mandarino.
Nell'articolo Does language shape thought? Mandarin and English speakers' conceptions of time ("Il linguaggio modella il pensiero? Concezioni del tempo in mandarino e inglese") propose una versione debole della teoria della relatività linguistica, affermando che le persone di lingua inglese concepiscono il tempo in modo analogo alla loro concezione del movimento spaziale orizzontale, mentre le persone di madrelingua cinese mandarino lo associano al movimento verticale. Dal fatto che era comunque possibile insegnare a parlanti di una lingua a pensare secondo il modo proprio di parlanti di altre lingue, senza la necessità di doverle apprendere, dedusse che le differenze di analogia dell'ente non determinavano del tutto la concettualizzazione, vale a dire che le lingue madri possono esercitare un effetto sull'attività cognitiva cognizione, ma che tale effetto non può essere di tipo deterministico.
Uno studio pubblicato nel 2000 rilevò che «l'elaborazione del dominio concreto dello spazio potrebbe modulare l'elaborazione del dominio astratto del tempo, ma non viceversa». Secondo i dati sperimentali, l'uso ricorrente di metafore aiuta a memorizzare i concetti astratti nel lungo termine. In particolare, le metafore con un riferimento a una realtà spaziale aiuterebbero a memorizzare entro un orizzonte temporale di nel lungo termine i concetti collegati alla nozione di tempo.
Lera Boroditsky studiò la correlazione fra l'uso delle metafore e il manifestarsi di eventi criminosi. Precedenti ricerche documentarono il modo nel quale l'uso sistematico di metafore stereotipate sia in grado di condizionare il modo di ragionare e di esprimersi delle persone in relazione a un determinato problema: ad esempio, in tema di prevenzione e contrasto al crimine, l'opinione pubblica presa a campione finiva con l'essere indotta a concepire il crimine come un fatto di singole personalità caratterizzati da tratti bestiali per le quali era ritenuto preferibile l'incremento delle forze di polizia, piuttosto che come una forma virale che necessitasse di essere diagnosticata e trattata con un programma pervasivo e organico di riforme sociali.

## Opere selezionate
- Thibodeau PH, Boroditsky L (2015) Measuring Effects of Metaphor in a Dynamic Opinion Landscape. PLoS ONE 10(7): e0133939. doi: 10.1371/journal.pone.0133939
- Thibodeau PH, Boroditsky L (2013) Natural Language Metaphors Covertly Influence Reasoning. PLoS ONE 8(1): e52961. doi: 10.1371/journal.pone.0052961
- L. Boroditsky, Linguistic relativity, in L. Nadel (a cura di), Encyclopedia of cognitive science, London, Macmillan, 2003,  pp. 917-922.
- Boroditsky, L. & Ramscar, M. (2002). The roles of body and mind in abstract thought. Psychological Science, 13(2), 185–188.
- Boroditsky, L. (2001). Does language shape thought? Mandarin and English speakers' conceptions of time. Cognitive Psychology, 43(1), 1–22.
- Boroditsky, L. (2000). Metaphoric Structuring: Understanding time through spatial metaphors. Cognition, 75(1), 1–28.